# 1553 Bauersfelda
Az 1553 Bauersfelda (ideiglenes jelöléssel 1940 AD) a Naprendszer kisbolygóövében található aszteroida. Karl Wilhelm Reinmuth fedezte fel 1940. január 13-án, Heidelbergben.